# بتکده سونگیو
بتکده سونگیو (به چینی: 嵩岳寺塔; پین‌یین: Sōngyuè sìtǎ)، ساخته شده در سال ۵۲۳ پس از میلاد، در صومعه سونگیو در کوه سونگ، در استان هنان چین واقع شده‌است. این بتکده که در زمان سلسله وی شمالی ساخته شده‌است، یکی از معدود بتکده‌های دست نخورده قرن ششم در چین است و همچنین اولین بتکده آجری چینی شناخته شده‌است.
اکثر سازه‌های آن دوره از چوب ساخته شده‌اند که در حال حاضر نمانده‌اند، اگرچه خرابه‌های مربوط به پی خاکی سازه‌ها وجود دارند. در سال ۲۰۱۰، این بتکده در فهرست میراث جهانی یونسکو به همراه سایر بناهای تاریخی نزدیک آن، به عنوان بخشی از " آثار تاریخی دنگ فنگ در مرکز بهشت و زمین" ثبت شد.

## زمینه
گسترش بودیسم به‌طور چشمگیری بر معماری چین تأثیر گذاشت. تا قرن ششم، بودیسم با شتاب فوق‌العاده‌ای در سراسر چین گسترش یافت: فرهنگ چینی سنت‌های خود را برای گنجاندن پرستش بودا تنظیم و تطبیق می‌داد. چینی‌ها تپه خاکی استوپای جنوب آسیا را به بتکده ای مرتفع تبدیل کردند تا بقایای مقدس بودا را در هسته خود جای دهد.

## سبک و شکل

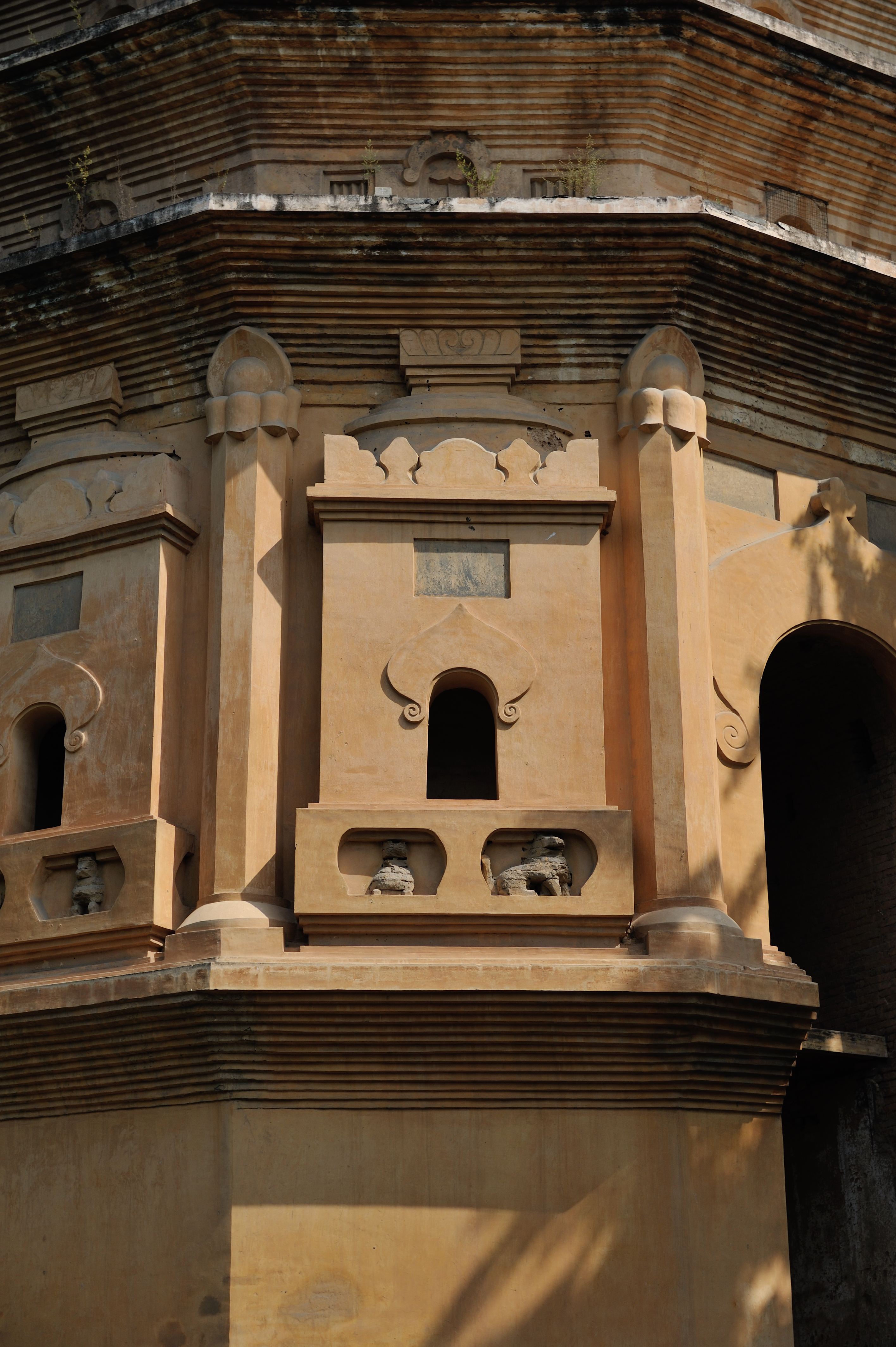
جزئیاتی از ساختمان بتکده

این بتکده در طول زمان از منشأ بودایی-هندی آن تا شکل چینی حال حاضر تغییر شکل داده‌است. شکل منحصر به فرد چند وجهی بتکده سونگیو نشان دهنده تلاش اولیه برای ادغام معماری چینی با سبک بودیسم از شبه قاره هند است. محیط بتکده با افزایش ارتفاع، کاهش می‌یابد که در ستون‌های معابد بودایی هند و آسیای مرکزی و بتکده‌های گرد بعدی در چین، نیز دیده می‌شود.
بتکده سونگیو از نظر شکل منحصر به فرد است و دوازده وجهی است. این برج ۴۰ متر است از آجر مایل به زرد با ملات سفالی ساخته شده‌است. این بتکده قدیمی‌ترین بتکده بازمانده از دوران باستان است و در زمانی ساخته شده که طبق اسناد، تقریباً تمام بتکده‌ها از چوب ساخته می‌شدند.
بتکده دارای یک پایه آجری ساده و کم ارتفاع و طبقه اول بسیار بلند است که مشخصه بتکده‌هایی با لبه‌های چندگانه است؛ با بالکن‌هایی که طبقه اول را به دو لایه تقسیم می‌کنند و درهایی که دو قسمت را به هم متصل می‌کنند. درهای طاق زینتی و طاقچه‌های تزیینی، به شکلی پیچیده در قوری یا شیر، تراشیده شده‌اند.
در پایه ستون‌های در، نقش‌هایی به شکل گل نیلوفر و در سرستون‌های آن، مروارید و گل نیلوفر حکاکی شده‌است. پس از طبقه اول، پانزده سقف با فاصله نزدیک و پنجره‌های مشبک کوچک وجود دارد. این بتکده دارای لبه‌های پرانتزی زینتی خوشه‌ای به سبک دوگونگ است که هر طبقه را تزئین می‌کند.
در داخل بتکده، دیوار به صورت استوانه‌ای با هشت سطح سنگی بیرون‌آمده مشاهده می‌شود. در زیر بتکده، مجموعه ای زیرزمینی از اتاق‌های تدفین برای حفظ اشیاء فرهنگی دفن شده با مردگان وجود دارد. درونی‌ترین اتاق حاوی یادگارهای بودایی، رونوشت‌های کتاب مقدس بودایی و مجسمه‌های بودا بود.